# Estação Bayóvar
A Estação Bayóvar é uma das estações do Metrô de Lima, situada em Lima, seguida da Estação Santa Rosa. Administrada pela GyM y Ferrovías S.A., é uma das estações terminais da Linha 1.
Foi inaugurada em 12 de maio de 2014. Localiza-se no cruzamento da Avenida Próceres de la Independencia com a Avenida Bayóvar. Atende o distrito de San Juan de Lurigancho.